# Ramona Maria Ciobanu
Ramona Maria Ciobanu (Hârlău, 4 settembre 1984) è un'ex tuffatrice rumena.
Ha rappresentato la nazionale della Romania nel concorso dei tuffi dalla piattaforma 10 metri ai Giochi olimpici estivi di Atene 2004 e Pechino 2008, concludendo in entrambe le edizioni al ventiquattresimo posto.

## Palamarès
- Campionati europei giovanili di nuoto

Aquisgrana 1999: argento nella piattaforma 10 m - Ragazze - categoria "B"